# Igroš
Igroš (em cirílico: Игрош) é uma vila da Sérvia localizada no município de Brus, pertencente ao distrito de Rasina. A sua população era de 571 habitantes segundo o censo de 2011.

## Demografia
| 1948 | 1953 | 1961 | 1971 | 1981 | 1991 | 2002 | 2011 |
| ---- | ---- | ---- | ---- | ---- | ---- | ---- | ---- |
| 950  | 1029 | 997  | 881  | 829  | 749  | 637  | 571  |